# Kitewave
O kitewave é um desporto derivado do surf e do kitesurf onde a principal diferença está na prática do esporte com kite nas ondas do mar ao invés de ser praticada em águas calmas e também na diferença de equipamentos utilizados durante o velejo.
O kite é definido como: a velocidade do wakeboard sem precisar de um barco, a liberdade de surfar sem ter que remar ou cronometrar as ondas com o tempo de espera do motocross pois tem uma flutuação muito mais longa.
Historicamente atribui-se o ano de 1995 ao nascimento da modalidade Kitewave, no Hawaii, com o objetivo de surfar ondas rebocadas por pipas. No entanto, os designs de pipas disponíveis na época não eram adequados para essa finalidade, e os praticantes criaram a modalidade de freestyle, que importou manobras do wakeboard para o kitesurf.
Os designers de pipas não desistiram da ideia de surfar ondas com o kitesurf e criaram um design revolucionário de pipa, o modelo "bowl". Esse modelo possui um sistema inverso de aceleração, semelhante ao acelerador de um carro, que permite ao praticante acelerar ou desacelerar a pipa movendo a barra em direção ou para longe do corpo.
Os três principais diferenciais do kitewave em relação ao surf convencional são: a qualidade das manobras, a capacidade de alcançar sessões impossíveis para o surf remado e a facilidade de acesso à água em condições de vento.
A prática do kitewave já se popularizou em todo o mundo e muitos atletas notáveis têm surfado ondas grandes rebocadas por pipas. Há campeonatos nacionais e mundiais para os praticantes do kitewave e alguns atletas brasileiros já obtiveram sucesso internacional. A segurança é fundamental para a prática do kitewave e é recomendável que os iniciantes busquem a orientação de um instrutor qualificado. O custo do equipamento é elevado e muitos praticantes optam por adquirir equipamentos usados.

## Tipos de equipamentos

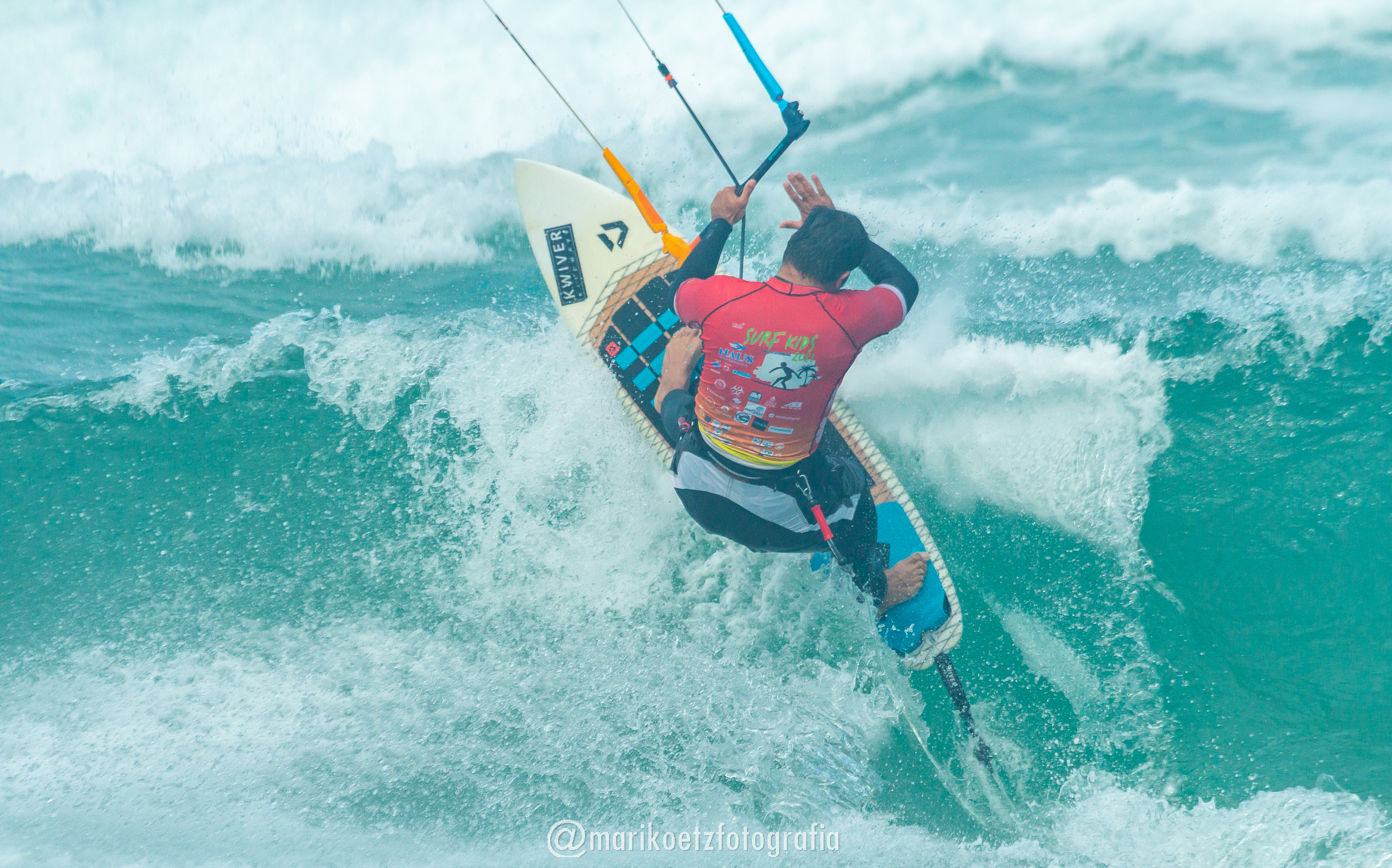
Prancha de Kitewave

### Prancha
As pranchas utilizadas para o kitewave são pequenas e equipadas com alças para permitir que o praticante mantenha a aderência durante as manobras. Muitos praticantes também utilizam pranchas de surf convencionais com alças para maior segurança e conforto durante o aprendizado.

### Leash
O leash, também conhecido como "linha de segurança", é um item fundamental para a prática segura do kitewave. Ele é uma espécie de corda que conecta o praticante ao kite, permitindo que ele possa soltar a barra e desconectar-se do equipamento em caso de emergência, como ventos fortes ou problemas técnicos.
É muito recomendado que o velejador não faça o uso de leashes adaptados de outra modalidade de surf e utilize um equipamento específico do kitewave para uma maior segurança na prática do esporte.
Recentemente a empresa brasileira Kwiver desenvolveu em seu laboratório de inovações o primeiro leash específico para kitewave denominado “KW Quick Release Leash”.
O equipamento tem 8 pés de comprimento. A primeira extremidade posta junto a prancha conta com um sistema de anti estilingue que diminui o efeito de rebote do velejador ante a prancha. Na outra extremidade posta junto ao trapézio há um sistema de ejeção ao alcance das mãos que proporciona maior liberdade de movimento e maior segurança ao velejador em casos de emergência.